# Рейнхольц, Вольфганг
Вольфганг Рейнхольц (нем. Wolfgang Reinholz; 31 октября 1911, Бромберг, Германская империя — 2 июля 1995, Трир, Германия) — немецкий юрист и штурмбаннфюрер СС.

## Биография
Вольфганг Рейнхольц родился 31 октября 1911 года в семье директора народной школы. В 1925 году семья переехала в Эссен, где посещал школу и в 1932 году сдал экзамены на аттестат зрелости. Впоследствии изучал право в Бонне и Инсбруке.
1 мая 1932 года вступил в НСДАП (билет № 1165419) и Штурмовые отряды (СА). В 1937 году был зачислен в ряды СС (№ 310076). В том же году был принят в аппарат СД. В марте 1940 года был призван в Войска СС. В конце 1941 года стал начальником отдела III A (вопросы правопорядка и строительства) в 3-й управленческой группе (внутренняя СД) Главного управления имперской безопасности (РСХА).
1 сентября 1942 года был повышен до звания штурмбаннфюрера СС. В том же году был откомандирован в айнзацгруппу D, где изначально служил в штабе, потом в айнзацкоманде 11b, действовавшей на оккупированной территории Советского Союза. Весной 1943 года стал заместителем айнзацкоманды 2 айнзацгруппы E в Сараево. На этой должности участвовал в массовых расстрелах в Хорватии. Осенью 1943 года вновь занял пост начальника отдела III A в РСХА. В ноябре 1944 года возглавил абшнит СД в Потсдаме.
После окончания войны Рейнхольц проживал в Трире, нашёл работу в управлении по компенсации ущерба, причинённого войной, затем перешёл в земельное управление юстиции и закончил свою карьеру в качестве председателя трирской палаты административного суда в Кобленце.